# Schönefeld
Schönefeld è un comune di 19 529 abitanti del Brandeburgo, in Germania. Appartiene al circondario di Dahme-Spreewald.

## Geografia fisica
Il comune si trova nel punto più settentrionale del suo circondario ed è contiguo alla periferia sud-orientale di Berlino (quartieri di Altglienicke, Bohnsdorf e Rudow). Da Potsdam dista circa 30 km, mentre ne dista circa 10 da Königs Wusterhausen.

## Storia
Dal 1961 al 1989 parte del tratto di territorio comunale che confinava con Berlino fu diviso dal Muro, in quanto lambiva parzialmente Berlino Ovest.
Nel 2003 vennero aggregati al comune di Schönefeld i soppressi comuni di Großziethen, Kiekebusch, Selchow, Waltersdorf e Waßmannsdorf.

## Geografia antropica
Il comune di Schönefeld è suddiviso nelle seguenti frazioni (Ortsteil):
- Großziethen (con la località di Kleinziethen)
- Kiekebusch (con la località di Karlshof)
- Schönefeld
- Selchow
- Waltersdorf (con le località di Rotberg, Tollkrug, Siedlung Waltersdorf, Vorwerk e Siedlung Hubertus)
- Waßmannsdorf

## Società

### Evoluzione demografica
- Sviluppo della popolazione dal 1875 entro gli attuali confini (Linea blu: Popolazione; Linea puntata: Confronto dello sviluppo della popolazione dello stato del Brandenburgo; Sfondo grigio: Ai tempi del governo nazista; Sfondo rosso: Al tempo del governo comunista)
- Sviluppo recente della popolazione (Linea blu) e previsioni

## Infrastrutture e trasporti
Presso Schönefeld sorge la stazione ferroviaria Berlin-Schönefeld Flughafen.
La stazione è servita da treni regionali della Deutsche Bahn ed è capolinea della linee S45 ed S9 della S-Bahn.
Un'importante struttura presente per buona parte nel territorio comunale (e per una minore in quello di Berlino) è l'aeroporto internazionale Berlin-Schönefeld (SXF), secondo aeroporto cittadino per numero di passeggeri. Per tale aeroporto è in corso un importante ampliamento, che lo trasformerà nel nuovo Aeroporto "Berlin-Brandenburg International" (BBI). Quest'opera richiederà lo spostamento della stazione ferroviaria e della S-Bahn. È in previsione anche il prolungamento della linea U7 della U-Bahn.
Il territorio comunale è servito dalle autostrade A 10, A 113 e A 117.

## Amministrazione

### Gemellaggi
Schönefeld è gemellata con
- Bayangol, Ulan Bator
- Hürth
- Ismaning
- Skorka
- Roztoky (Praha-západ)
- Thetford
- Les Ulis
- Skawina
- Spijkenisse
- Civitanova Marche
- Peremyšljany